# Johan Fredrik Fåhræus
Johan Fredrik Fåhræus, född 23 mars 1796 i Slite på Gotland, död 6 februari 1865 i Stockholm, var en svensk ämbetsman och politiker. Han var tvillingbror till Olof Immanuel Fåhræus.

## Biografi
Efter fem års studier i Uppsala och avlagda examina 1816 blev Fåhræus anställd som extra ordinarie kanslist i Handels- och finansexpeditionen. Han blev senare anställd med samma befattning i Generaltulldirektionens kansli. År 1821 blev han utnämnd till notarie i Generaltulldirektionen och protokollsekreterare i Konungens kansli. Han befordrades därefter 1825 till sekreterare i den nybildade Generaltullstyrelsen. År 1826 blev han andre departementschef och 1836 kanslidepartementschef.
Vid 1844–1845 års riksdag var Fåhræus sekreterare i Konstitutionsutskottet och påbörjade därmed sitt politiska liv. Antagligen som del i detta uppdrag förordnades Fåhræus 1846 till ledamot i kommittén för behandling av frågan om nationalrepresentationens ombildning. Detta bidrog sannolikt till att han 23 september 1847 blev sin brors efterträdare som statsråd och chef för Civildepartementet. Där genomförde han bland annat brännvinslagstiftningen 1855, påbörjandet av Statens Järnvägar (proposition 1853 om anslag till ett statsjärnvägsnät), införandet av decimalsystemet och tillkomsten av Sveriges geologiska undersökning. Statsrådsämbetet innehade han till 16 december 1856, då han på egen begäran entledigades och utnämndes till generaltulldirektör.
Fåhræus upphöjdes 1857 i adligt stånd under namnet Fåhræus med nummer 2325, varefter han som riksdagsman deltog i ett par av ståndsriksdagarna, där han var ledamot i Bevillningsutskottet. Han blev 1848 ledamot och 1849 hedersledamot av Lantbruksakademien samt 1856 ledamot av Vetenskapsakademien.

## Familj
Johan Fredrik Fåhræus var son till köpmannen Carl Niclas Fåhræus och Margareta Katarina Sturtzenbecker. Han gifte sig 1821 med sin kusin Immanuella Henrika Sturtzenbecker, medan tvillingbrodern var gift med hennes syster Laura Sturtzenbecker. De var döttrar till Mårten Sturtzenbecker. Johan Fredrik Fåhræus och hans hustru fick 1828 sonen Edvard Fåhræus, som blev statistiker, och 1833 sonen Oscar Fåhræus, som blev militär. Fåhræus är begravd på Norra begravningsplatsen utanför Stockholm.